# آبشار دنی کمپ
آبشار دنی کامپ (به انگلیسی: Denny Camp Falls) آبشاری است که در واشنگتن، ایالات متحده آمریکا واقع شده و ارتفاع کلی ریزشگاه آن ۲۵ پا است.